# Harold Morton Landon műfordítói díj
A Harold Morton Landon műfordítói díj (Harold Morton Landon Translation Award) az Amerikai Egyesült Államok egyik irodalmi kitüntetése, melyet az Academy of American Poets (Amerikai Költők Akadémiája) évenként nyújt át elismerése jeléül a bármely idegen nyelvről angolra történő legjobb költészeti fordításért. Az irodalmi elismerést először Robert Fitzgerald vehette át 1976-ban. 1984-ig kétévente, azóta évente kerül sor a díjátadásra.
Azok az amerikai állampolgárságú műfordítók nyerhetik meg a díjat, akik az előző esztendőben főleg lírai műveket tartalmazó, legkevesebb negyvenoldalas és ötszáz példányban megjelent műfordítást adtak ki.
A megbecsülés jeleként az első helyezettek 1000 dollár pénzdíjban is részesülnek. Minden évben egy neves amerikai fordító választja ki a győztes fordítót.

## Díjazottak
- 1976: Robert Fitzgerald (Homérosz: Iliasz)
- 1978: Galway Kinnell (François Villon versei)
- 1978: Howard Norman (a mocsári krí indiánok elbeszélő költeményei)
- 1980: Edmund Keeley (Jannisz Ritszosz válogatott versei) és Saralyn R. Daly (Juan Ruiz: Libro de buen amor)
- 1982: Rika Lesser (Gunnar Ekelöf: Vägvisare till underjorden)
- 1984: Robert Fitzgerald (Homérosz: Odüsszeia)
- 1984: Stephen Mitchell, Rainer Maria Rilke versek
- 1985: Edward Snow, Rainer Maria Rilke versek
- 1986: William Arrowsmith, Eugenio Montale, The Storm and Other Things
- 1987: Mark Anderson, Ingeborg Bachmann, In the Storm of Roses
- 1988: Hargitai Péter, József Attila, Perched on Nothing’s Branch
- 1989: Martin H. Greenberg, Heinrich von Kleist, Öt dráma
- 1990: Stephen Mitchell, Dan Pagis, Variable Directions
- 1991: Robert Fagles, Homérosz, Iliasz
- 1992: John DuVal, Cesare Pascarella, The Discovery of America
- 1992: Andrew Schelling, Dropping the Bow: Poems of Ancient India
- 1993: Charles Simic, The Horse Has Six Legs: An Anthology of Serbian Poetry.
- 1994: Rosmarie Waldrop, Edmond Jabès, The Book of Margins
- 1995: Robert Pinsky, The Inferno of Dante: A New Verse Translation
- 1996: Guy Davenport, Seven Greeks.
- 1997: David Hinton, Kínai költők fordításai (Landscape Over Zero, The Late Poems of Meng Chiao, The Selected Poems of Li Po)
- 1998: Louis Simpson, (Modern francia költők fordításai (Modern Poets of France: A Bilingual Anthology)
- 1999: W. D. Snodgrass, Selected Translations
- 2000: Cola Franzen, Jorge Guillén, Horses in the Air
- 2001: Clayton Eshleman, César Vallejo, Trilce
- 2001: Edward Snow, Rainer Maria Rilke, Duino Elegies
- 2002: David Ferry, Quintus Horatius Flaccus, Horatius levelei (The Epistles of Horace)
- 2003: W. S. Merwin, Sir Gawain és a zöld lovag (Sir Gawain and the Green Knight)
- 2004: Anselm Hollo, Pentii Saarikoski, (Pentii Saarikoski's Trilogy)
- 2004: Charles Martin, Átváltozások Ovidius.
- 2005: Daryl Hine, Works of Hesiod and the Homeric Hymns.
- 2006: Richard Zenith (Willis Barnstone válogatott versei)
- 2007: Robert Fagles (Vergilius: Aeneis) és Susanna Nied (Inger Christensen: it)
- 2008: Clayton Eshleman (César Vallejo összegyűjtött versei)
- 2009: Avi Sharon (Konsztandínosz Kaváfisz válogatott versei)
- 2010: Stephen Kessler (Luis Cernuda: Desolación de la Quimera)
- 2011: Jeffrey Angles (Tada Chimako válogatott versei)
- 2012: Jen Hofer (Myriam Moscona: Negro Marfil)
- 2013: Cynthhiqa Hogue és Sylvain Gallais: Fortino Sámano

## Külső hivatkozások
- A díjról angolul.